# 위스콘신 대학교 리버폴스

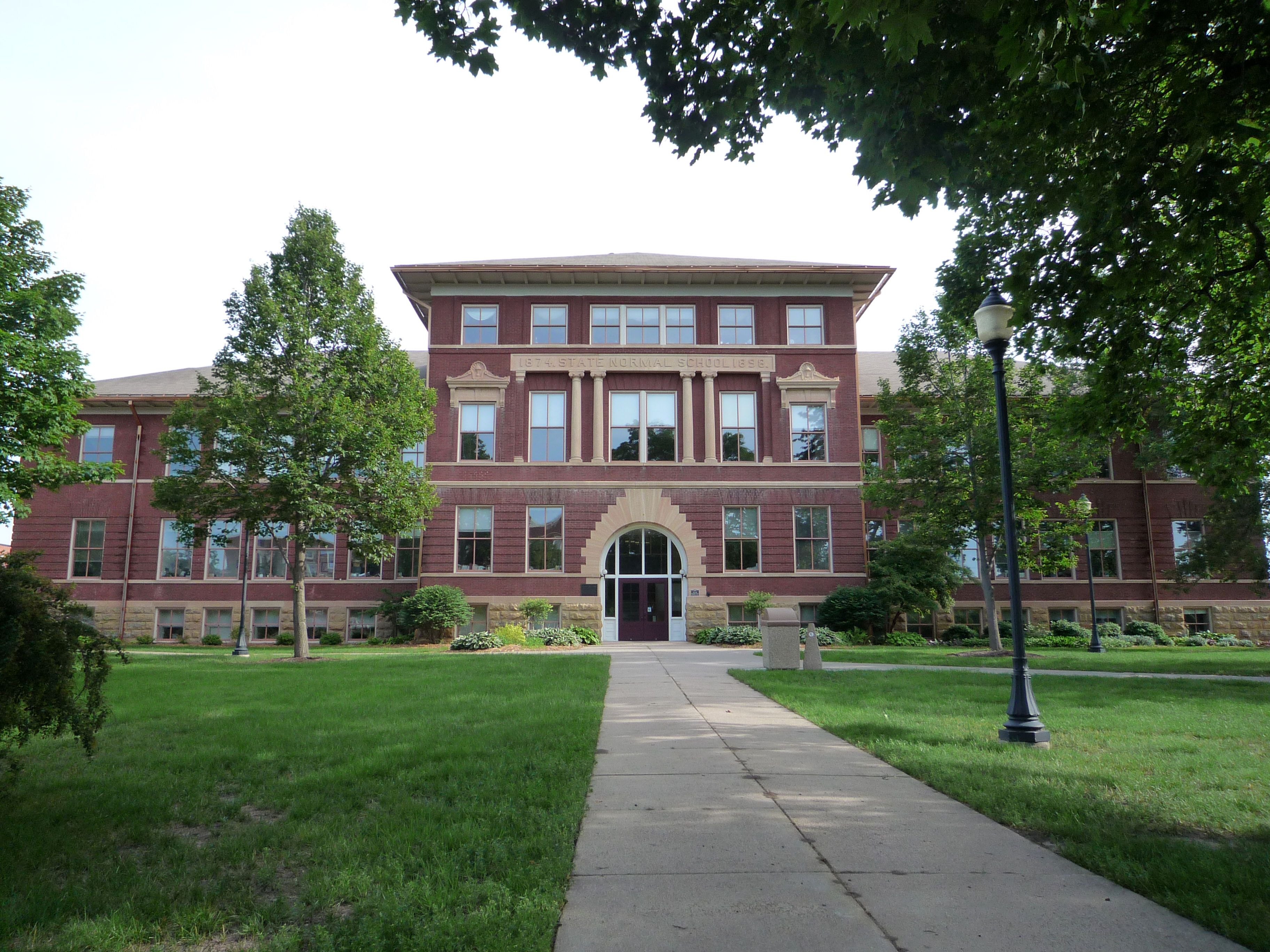
학교에서 가장 오래돈 건물인 사우스 홀. 미국 국가 사적지 가운데 하나이다.

위스콘신 대학교 리버폴스(영어: University of Wisconsin–River Falls)는 미국 위스콘신주 리버폴스에 있는 주립 리버럴 아츠 대학교다. 키닉키닉 강변에 있다.
1971년부터 위스콘신 대학교의 일부이다.

## 역사
위스콘신 대학교 리버폴스는 1874년에 위스콘신주의 변경 지역에 더 나은 교육을 실시하고 학생들의 교직 경험을 높이기 위해 세운 리버폴스 주립 사범학교로 시작했다. 1927년에 학교 이름을 리버폴스 주립 교육 대학으로 바꾸었으며, 교육학 학사 학위를 수여하는 4년제 주립 교육 대학이 됐다.
제2차 세계 대전이 끝난 뒤 군인 재정착법에 따라 위스콘신주로 되돌아온 참전 군인들은 학업을 위해서 더 많은 대학 선택권을 요구했고, 이에 따라 주립 교육 대학 이사회는 인문학과 미술학 학위 과정을 설치했다. 1951년 위스콘신주의 주립 교육 대학들이 모여 위스콘신 주립 대학을 만들었을 때 리버폴스 주립 교육 대학도 참가해 이름을 위스콘신 주립 대학 리버폴스로 바꾸었으며, 4년제 인문학 과정을 설치했다. 1964년에 대학교로 승격된 뒤에는 위스콘신 주립 대학교 리버폴스로 이름을 바꾸었다.
1971년에 위스콘신 대학교가 위스콘신 주립 대학교를 합병한 뒤에는 위스콘신 대학교의 일부가 됐으며, 이름도 위스콘신 대학교 리버폴스로 바꾸었다.

## 통계
위스콘신 대학교 리버폴스는 2014년에 U.S. 뉴스 & 월드 리포트가 선정한 미국 중서부 지역 대학교 순위에서 72위를 차지했다.

## 운동부
위스콘신 대학교 리버폴스 운동부의 별명은 팰컨스(Falcons)며, 전미 대학 체육 협회의 디비전 III에서 활약한다. 남자 운동부 팀에는 농구와 크로스컨트리, 아이스하키, 미식축구, 수영, 육상 경기 팀이 있으며, 여자 운동부 팀에는 농구와 크로스컨트리, 아이스하키, 골프, 축구, 소프트볼, 수영, 테니스, 육상 경기, 배구 팀이 있다. 1991년부터 2009년까지 캔자스시티 치프스가 여름 훈련 캠프로 매년 위스콘신 대학교 리버폴스의 운동 시설을 썼었다.

## 국제 교류
독일과 영국, 오스트리아, 이탈리아, 프랑스, 멕시코, 중국 등의 대학교들과 교류하고 있으며, 대한민국에서는 동국대학교, 성신여자대학교, 신한대학교와 교류 협정을 맺고 있다.

## 같이 보기
- 위스콘신 대학교
- 위스콘신 대학교 매디슨